# Santuario di Iwashimizu

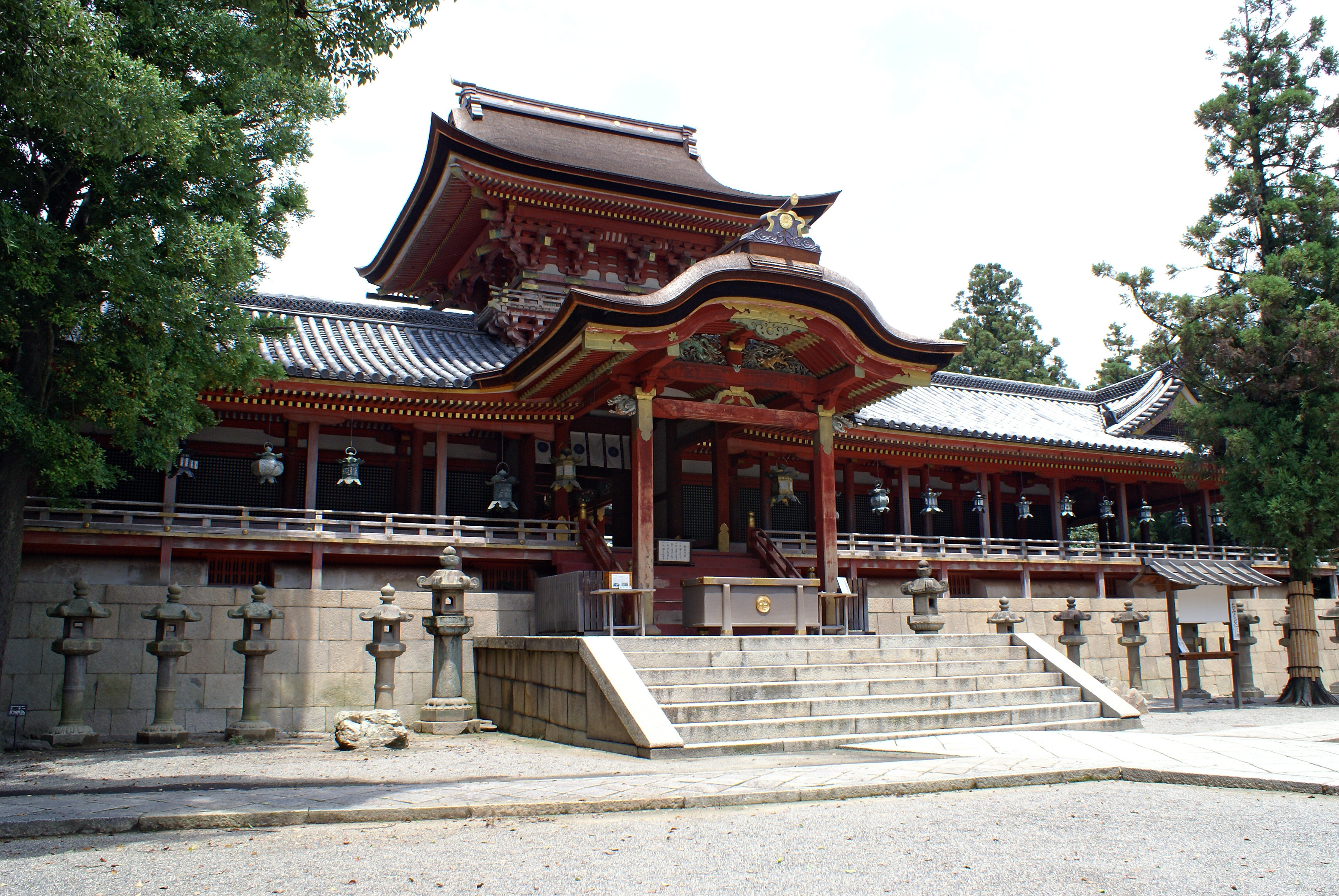
Il santuario di Iwashimizu

Il santuario di Iwashimizu (o Iwashimizu Hachiman-gū 石清水八幡宮) è un santuario shintoista (jinja) situato nella città di Yawata nella prefettura di Kyoto, Giappone. Dedicato al dio Hachiman, il dio shintoista della guerra, il santuario si erge sulle pendici di una collina boscosa a sud di Kyoto. È sotto l'amministrazione del santuario di Usa situato, come afferma il nome, a Usa nella prefettura di Ōita. Amministrato da Usa è anche il santuario Tsurugaoka Hachiman di Kamakura nella prefettura di Kanagawa. Si tratta dei tre più importanti santuari consacrati ad Hachiman. Fu fondato nell'859 nel periodo Heian. Nel periodo Edo, l'artista Hidari Jingoro,che lavorò anche per il Santuario di Nikko, contribuì alla realizzazione delle sculture del santuario di Iwashimizu.

## Galleria d'immagini

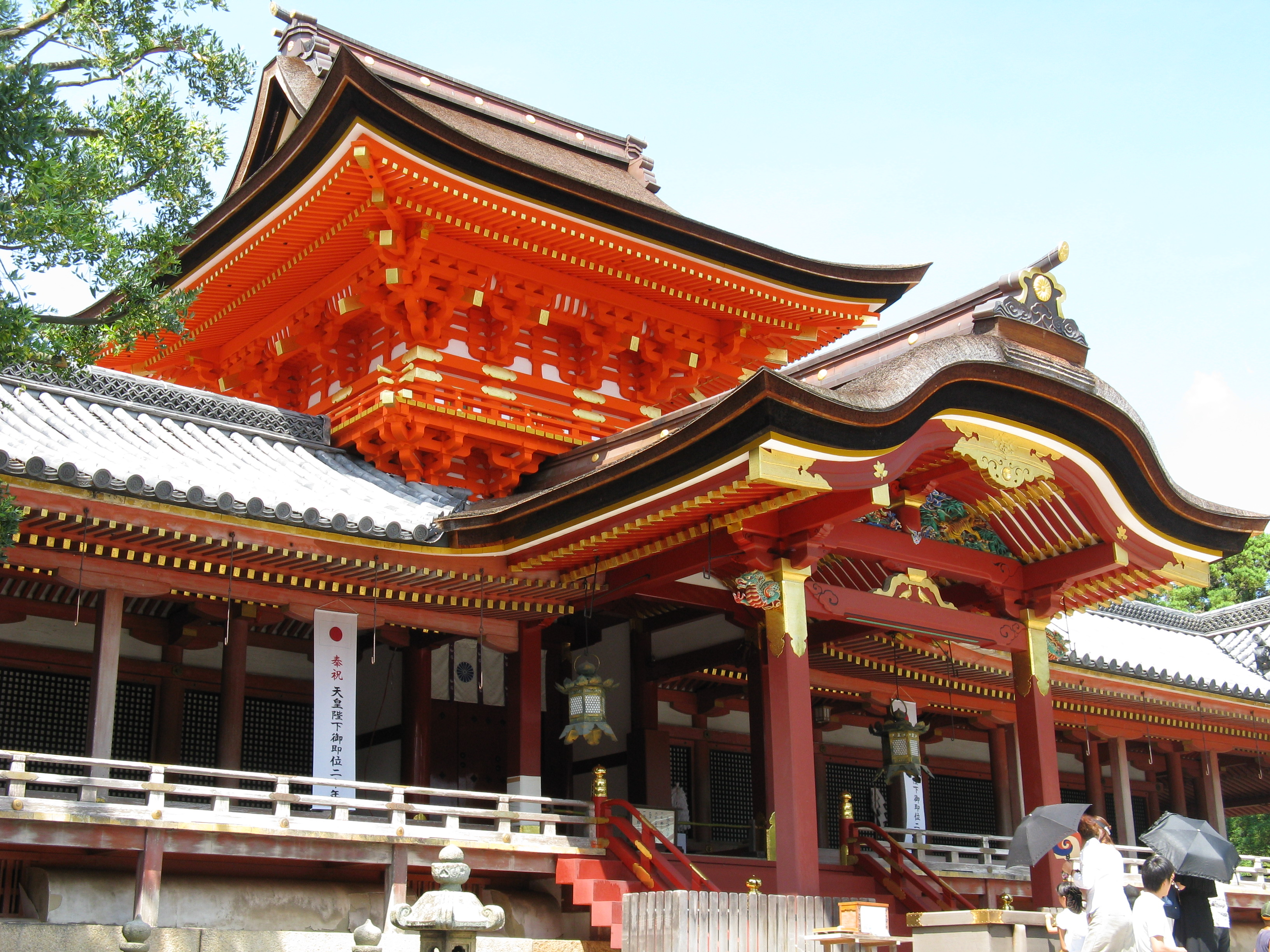
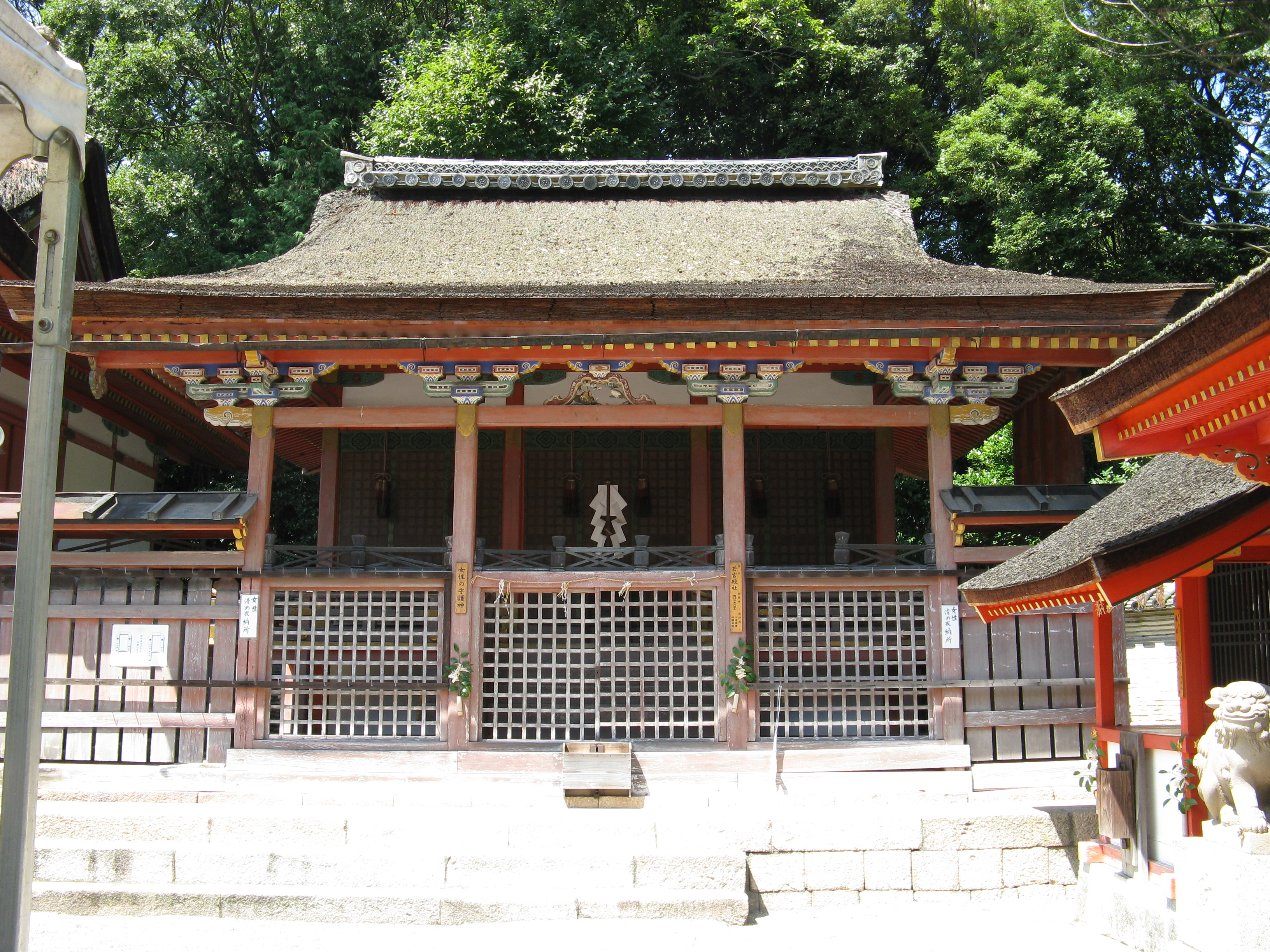
Palazzo della Gioventù (importante bene culturale).
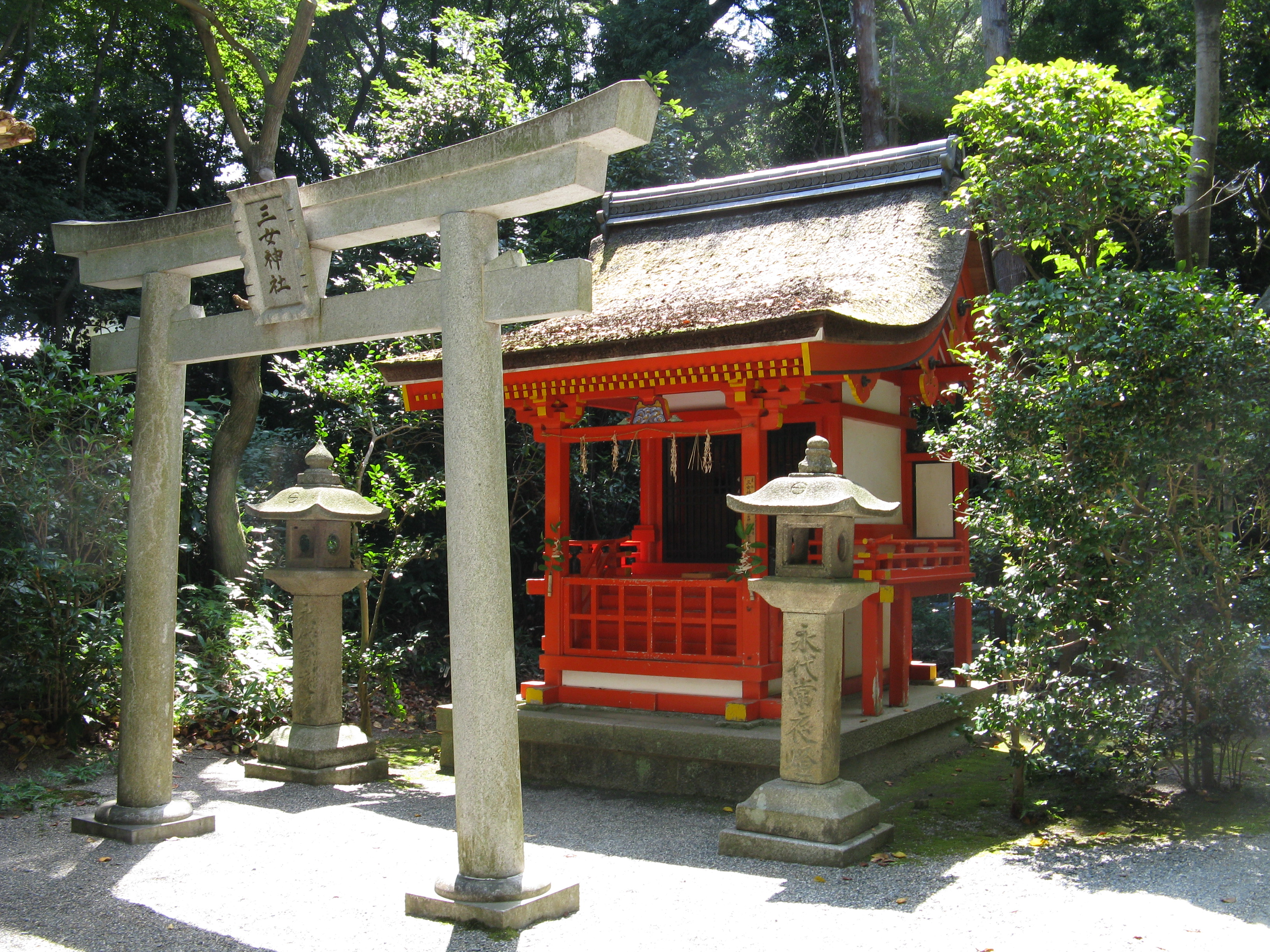
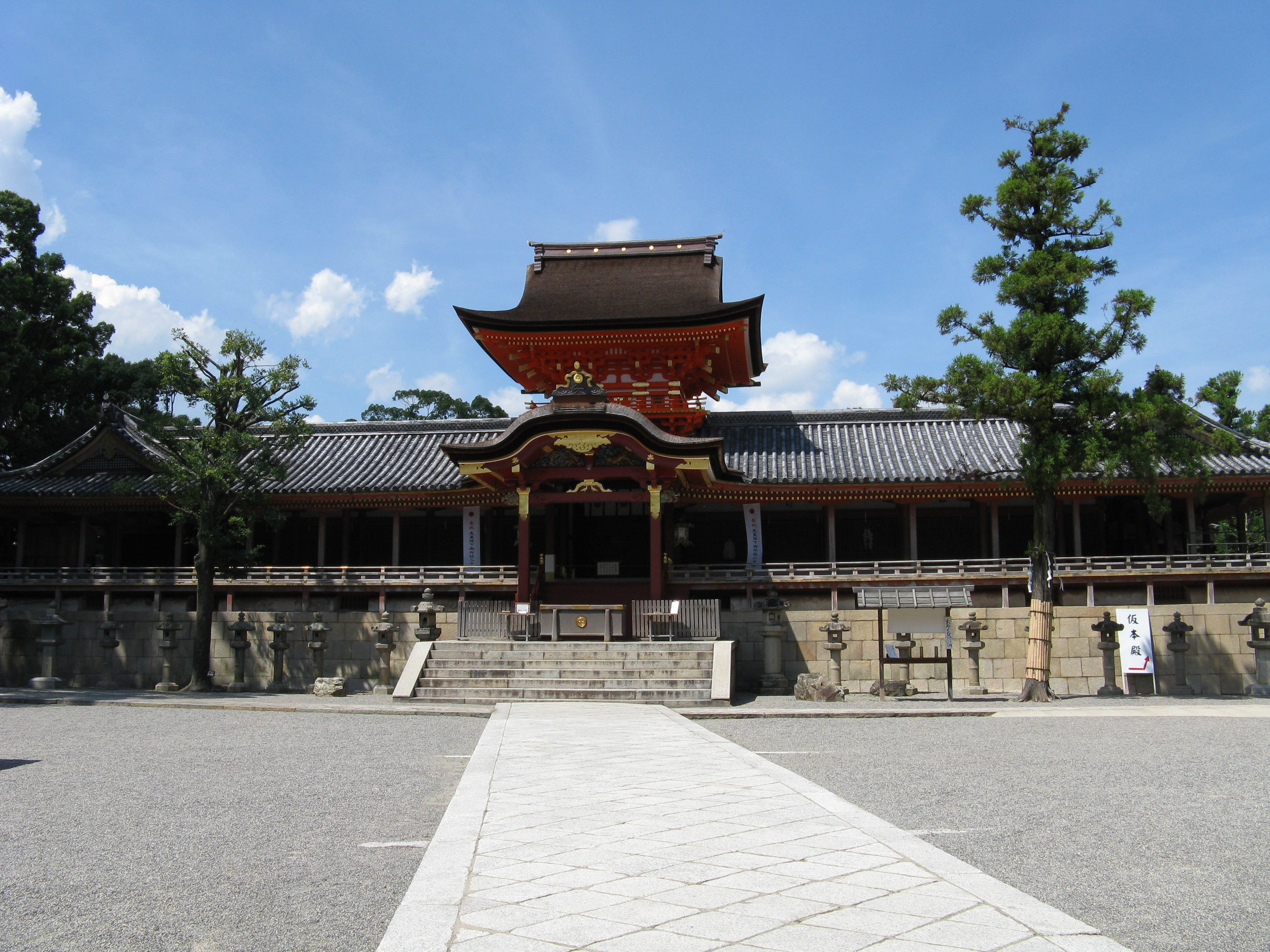
Porta in una pianta.
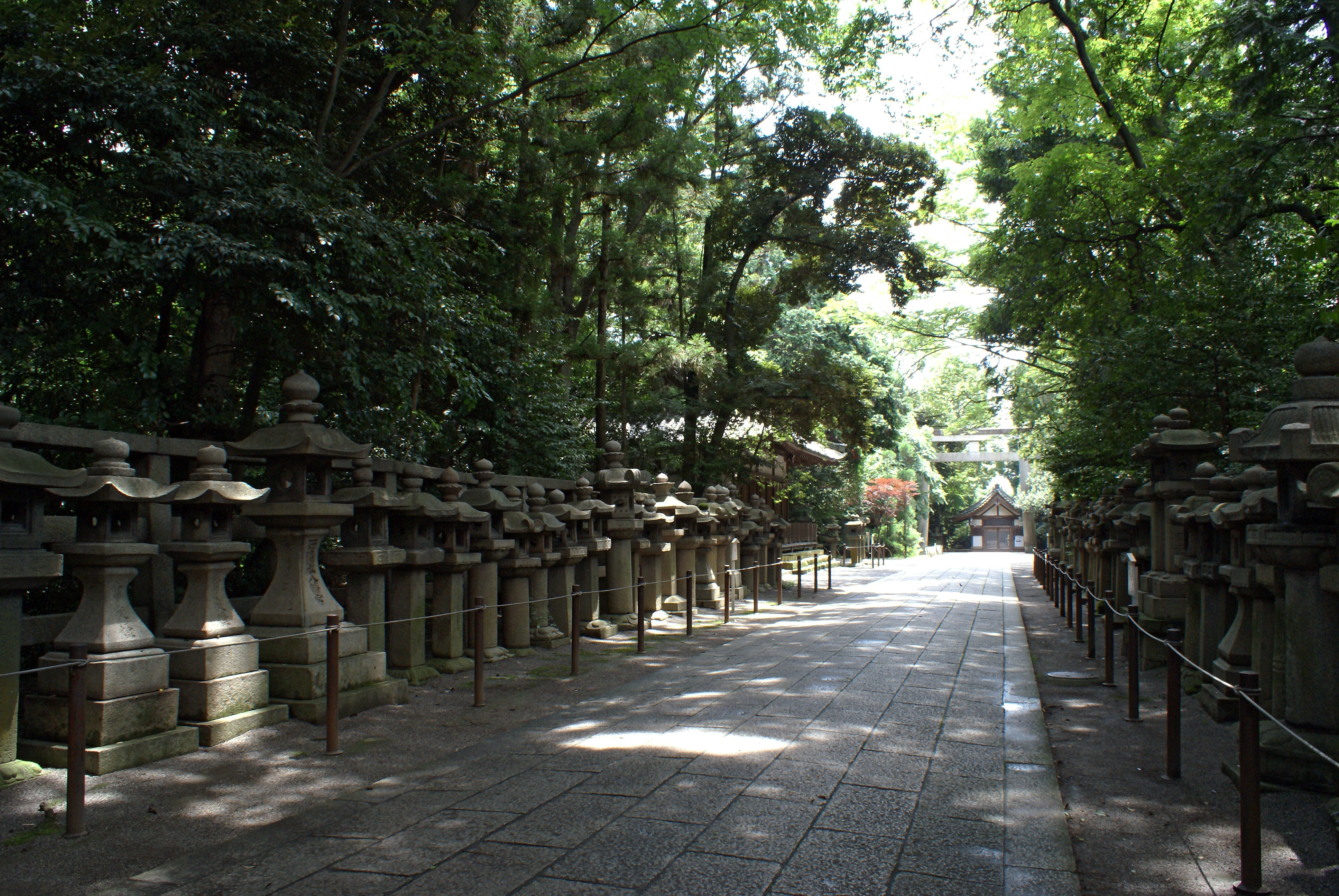
Vicolo lanterna di pietra tōrō.
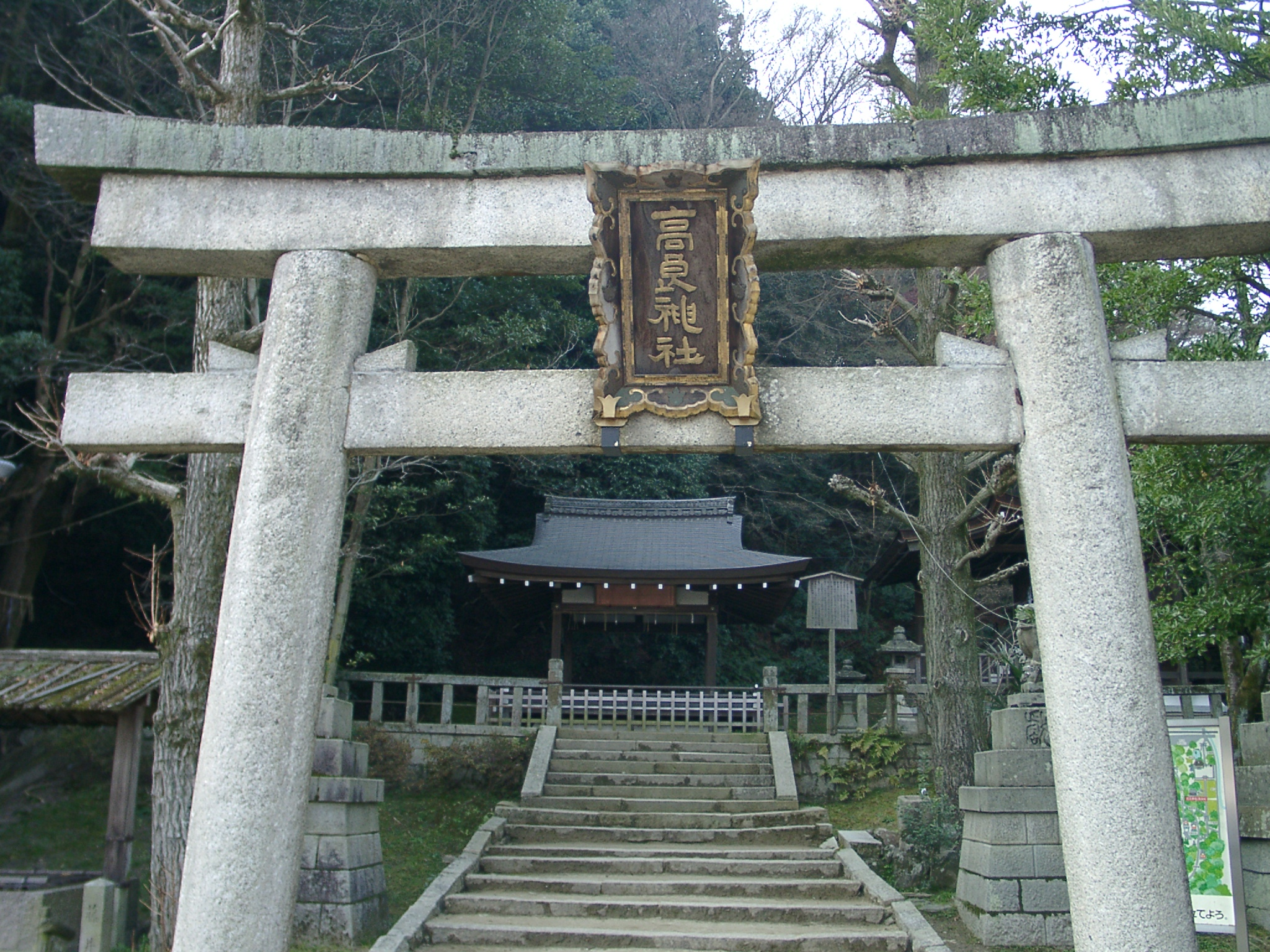
Torii